# Rüsselmaulbrüter
Der Rüsselmaulbrüter (Nimbochromis linni, Syn.: Haplochromis linni) ist ein im Malawisee endemischer und hier weit verbreiteter Buntbarsch.

## Merkmale
Nimbochromis linni erreicht eine Länge von 25 bis 30 cm (Weibchen bleiben kleiner) und gehört damit zu den größeren Buntbarschen des Malawisees. Er ähnelt in seinem äußeren Erscheinungsbild sehr stark dem Vielfleckmaulbrüter (Nimbochromis polystigma), weshalb er im deutschen auch Rüsselpolystigma genannt wird, und unterscheidet sich von diesem vor allem durch sein stark verlängertes, fast rüsselförmiges Maul. Die Grundfarbe des Körpers ist grau bis silbrigweiß. Kopf, Flanken und Flossen sind mit unregelmäßigen braunen bis rotbraunen Flecken und Punkten gemustert. Die Rückenflosse ist rot, gelb und weiß gesäumt, die spitz ausgezogene, rauchgraue Afterflosse trägt einige bläuliche Eiflecken. Die Färbung der Männchen ist kräftiger als die der Weibchen. Männchen in Balzstimmung verlieren ihr braune Fleckenzeichnung und werden hellblau. Das Maul ist endständig und steht waagerecht und verlängert sich geöffnet rüsselartig nach unten. Die lange Prämaxillare erreicht mehr als 36 % der Kopflänge.
- Flossenformel: Dorsale XVI–XVII/10–11, Anale III–IV/9.
- Schuppenformel: mLR 29–30, SL 23/13–15+2–3.

## Lebensweise
Der Rüsselmaulbrüter kommt vor allem in felsigen Bereichen und in der Übergangszone vom Fels- zum Sandlitoral vor. Er ist ein spezialisierter piscivorer Räuber, der mit seinem rüsselartigen Maul Jungfische, wahrscheinlich vor allem Mbunas, aus engen Felsspalten saugt. Wie fast alle Malawiseebuntbarsche ist der Rüsselmaulbrüter ein Maulbrüter.